# Liste der finnischen Botschafter in Südafrika
Liste der finnischen Botschafter in Südafrika.
| Ernennung | Posten verlassen | Name                | Bemerkungen     | ernannt von          | Regierung während der Akkreditierung |
| --------- | ---------------- | ------------------- | --------------- | -------------------- | ------------------------------------ |
| 1949      | 1952             | Helge von Knorring  | Geschäftsträger | Juho Kusti Paasikivi | Georg VI.                            |
| 1952      | 1957             | Armas Yöntilä       | Geschäftsträger | Juho Kusti Paasikivi | Elisabeth II.                        |
| 1957      | 1964             | Hans Ruben Martola  | Geschäftsträger | Urho Kekkonen        | Elisabeth II.                        |
| 1964      | 1969             | Tauno Nevalainen    | Geschäftsträger | Urho Kekkonen        | Charles Robberts Swart               |
| 1969      | 1971             | Jaakko Lyytinen     | Geschäftsträger | Urho Kekkonen        | Jacobus Johannes Fouché              |
| 1971      | 1974             | Kurt Uggeldahl      | Geschäftsträger | Urho Kekkonen        | Jacobus Johannes Fouché              |
| 1974      | 1977             | Kari Härkönen       | Geschäftsträger | Urho Kekkonen        | Jacobus Johannes Fouché              |
| 1977      | 1980             | Juha Puromies       | Geschäftsträger | Urho Kekkonen        | Johannes de Klerk                    |
| 1980      | 1984             | Pertti Kaukonen     | Geschäftsträger | Urho Kekkonen        | Marais Viljoen                       |
| 1984      | 1988             | Erik Hagfors        | Geschäftsträger | Mauno Koivisto       | Pieter Willem Botha                  |
| 1988      | 1990             | Hannu Mäntyvaara    | Geschäftsträger | Mauno Koivisto       | Pieter Willem Botha                  |
| 1990      | 1991             | Hannu Uusi-Videnoja | Geschäftsträger | Mauno Koivisto       | Frederik Willem de Klerk             |
| 1991      | 1995             | Björn Ekblom        |                 | Mauno Koivisto       | Frederik Willem de Klerk             |
| 1995      | 2000             | Tapani Brotherus    |                 | Martti Ahtisaari     | Nelson Mandela                       |
| 2000      | 2005             | Kirsti Lintonen     |                 | Tarja Halonen        | Thabo Mbeki                          |
| 2005      | 2009             | Heikki Tuunanen     |                 | Tarja Halonen        | Thabo Mbeki                          |
| 2009      |                  | Tiina Myllyntausta  |                 | Tarja Halonen        | Jacob Zuma                           |